# Sypniewo-Kolonia
Sypniewo-Kolonia – część wsi Sypniewo w Polsce położona w województwie wielkopolskim, w powiecie złotowskim, w gminie Jastrowie.
W latach 1975–1998 miejscowość administracyjnie należała do województwa pilskiego.